# 李军 (1962年2月)
李军（1962年2月—），男，湖南安乡人，中华人民共和国政治人物。武汉大学商学院政治经济学专业在职研究生学历，经济学博士，研究员。

## 生平
1978年考入武汉大学中文系文学专业学习，本科毕业后继续攻读武汉大学中文系古典文献专业硕士研究生。1985年1月加入中国共产党。同年毕业，8月分配到文化部工作，历任政策研究室科员、主任科员，市场局副处长。1990年12月，调往中共中央办公厅调研室工作，历任宣传组助理调研员、调研员，统战组副组长、组长，调研室副主任。曾长期担任原中共中央政治局常委李瑞环的秘书。2003年7月，下调贵州省，担任省长助理。2004年12月，升任中共贵州省委常委、宣传部部长。2007年4月，转任中共贵阳市委书记。2013年4月，升任中共贵州省委副书记。同年11月兼任贵州省委群众工作委员会书记。
2014年12月，转任中共海南省委副书记。
2022年1月，当选为海南省人大常委会副主任。2022年4月29日，不再担任中共海南省委副书记。